# Han Bennink
Han Bennink  est un percussionniste et batteur néerlandais, multi-instrumentiste de jazz, de free jazz et musique improvisée, né le 17 avril 1942 à Zaanstad.
Han Bennink est né d'un père percussionniste classique. Il apprend les percussions et la clarinette à l'adolescence.
Dans les années 1960, il joue avec les jazzmen américains de passage aux Pays-Bas: Dexter Gordon, Sonny Rollins, Wes Mongomery et Eric Dolphy.
Bennink se tourne vers la scène émergente du free jazz européen. En 1963, il forme un quartet avec le pianiste Misha Mengelberg et le saxophoniste Piet Noordijk, avec des bassistes variés. En 1967, il cofonde le Instant Composers Pool, avec Mengelberg et Willem Breuker. 
À la fin des années 1960, il joue dans le trio de Peter Brötzmann, au côté du pianiste Fred Van Hove, qui devient un duo après le départ de Van Hove en 1976.